# Уоттс, Роберт (художник)
Роберт Маршалл Уоттс (англ. Robert Marshall Watts; так же был известен как Боб Уоттс (англ. Bob Watts) или Доктор Боб (англ. Doctor Bob); 14 июня 1923 — 2 сентября 1988) — американский художник, приверженец арт-течения Флюксус.

## Биография
Родился в Берлингтоне, штат Айова, 14 июня 1923 года. В 1953 году стал профессором искусств в Дугласском колледже Университета Рутгерс, и занимал эту должность до 1984 года. В 1950-х годах был в тесном контакте с другими преподавателями в Рутгерс, в том числе с Алланом Капроу, Джеффри Хендриксом и Роем Лихтенштейном. Это заставило некоторых критиков утверждать, что поп-арт и концептуальное искусство зародились в Рутгерс.
В мае 1963 года Уоттс вместе с Джорджем Брехтом организовал фестиваль прото-флюксус Ям и был одним из его активных участников, наряду с Джорджем Мачюнасом, превратив Сохо на Манхэттене в Нью-Йорке, в квартал художников. Умер в пятницу 2 сентября 1988 года от рака легких в Мартинс-Крик, штат Пенсильвания .

## Ранний период жизни
После получения степени в области машиностроения в Университете Луисвилля, Уоттс служил офицером в ВМС США на борту авианосца. В 1948 году, после окончания службы,переехал в Нью-Йорк, где начал изучать искусство в Лиге студентов-художников Нью-Йорка, а затем в Колумбийском университете, где получил степень по истории искусств по специальности «доколумбовое и незападное искусство». После того, как стал профессором искусств в Дугласском колледже Университета Рутгерса в 1953 году, он начал выставлять работы в стиле прото-поп.

Участвовал в выставках поп-арта, таких как New Forms, выставка New Media в 1960 году в галерее Марты Джексон; выставка « Популярный образ» в Вашингтонской галерее искусств в 1963 году; и Американский супермаркет в 1964 году в Нью-Йоркской галерее Бьянкини, в которой также приняли участие Энди Уорхол, Клас Олденбург и Том Вессельман. После выставки в галерее Лео Кастелли в 1964 году Уоттс отказался от системы галерей и вместо этого сосредоточился на антиискусстве, зарождающегося Нью-Йоркского авангарда, сосредоточенного вокруг Джорджа Мачюнаса. Лео Кастелли писал: 
 [Его] работа, очевидно, связана с работой поп-артистов, которую я обнаружил несколько лет назад. Например, хромированные предметы Уоттса, тесно связанные с литыми банками пива и фонарями Джонса. Выставка 1964 года также включала скульптуру Уоттса из гипсовых лепешек на полках. Эта работа, в частности, я считаю одним из его самых важных изобретений. Я также особенно люблю хромированные яйца и картонную коробку для яиц в моей собственной коллекции, которая появится в [посмертной] выставке. Публика будет удивлена, что художник - такой многообещающий в столь ранний срок - не получил через годы оценку, которую он заслужил 

### Ям Фестиваль
В 1957 году Уоттс познакомился с художником и химиком Джорджем Брехтом после того, как тот увидел выставку работ Уоттса. В течение ряда лет они встречались обедать каждую неделю, время от времени к ним присоединялся Капроу, чтобы обсудить искусство и спланировать совместные выставки. Одной из самых известных стал прото-Флуксус Фестиваль Ям в 1962-1963 годах, где был использован мэйл-арт для планирования событий фестиваля (хеппенингов, спектаклей и выставок) в Рутгерс в Нью-Йорке и ферме Джорджа Сигала в Нью-Джерси. Среди участников были такие художники как Элисон Ноулз, Ай-О, Аль Хансен, Рэй Джонсон, Джон Кейдж и Дик Хиггинс. Хеппенинги проходили параллельно с фестивалями Флюксус Джорджа Мачюнаса в Европе с сентября 1962 по начало 1963 года, которые уже исполнили некоторые из идей Уоттса в Дюссельдорфе. Эти два события были официально объединены, когда Мачюнас опубликовал результаты Брехта как Уотер Ям, первая из коробок Flux для публикации. Собственная коллекция Уоттса «Robert Watts Events» была опубликована год спустя и объединила в себе многие из достижений почтового искусства, которые использовались для рекламы Фестиваля Ям. 
 «Я считаю, что «Ламма Ям» представляет собой цепочку событий, организованных таким образом, что последовательность является совершенно случайной, а не спектаклем, совершенно отличным от любого другого, со сменой исполнителей, клиентов, действий, звуков, слов, образов и т. Д. «Структура» такова, что она очень гибкая (почти не существует) и позволяет включать в нее все, что угодно, и любые возможные будущие изменения. Это свободная и открытая вещь. Аудитория собирает все вместе, как она хочет или не хочет ". 
 «Подобные идеи были в работе на фестивале Ям, который мы с Джорджем Брехтом осуществили в прошлом году. По сути это была рассылка аудитории, иногда случайно выбранной, ассортимента вещей. Некоторые были картами событий, подобными вышеупомянутым; другие были предметами, едой, карандашами, мылом, фотографиями, действиями, словами, фактами, заявлениями, заявлениями, головоломками и т. д. Некоторые были по подписке. Можно сказать, что этот способ работы - это способ или способ привлечь внимание к тому, о чем кто-то хочет говорить; или это способ говорить об этом. Или это способ привлечь внимание к ряду материалов, которые обычно не так непосредственно полезны для искусства или еще не рассматривались ». Роберт Уоттс, цитируется в «Литературном приложении к Таймс», 1964  

### Флюксус
Дружба Уоттса с Мачюнас стала крепче, когда последний был прикован к больничной койке в течение мая 1963 года. Чтобы подбодрить его, Уоттс послал ему серию «Больничные мероприятия». Мачюнасу настолько понравилось, что он опубликовал его как ранний Fluxbox; многие из современных карточек событий Уоттса были впоследствии включены в « Флюксус 1» (1963), в первый год работы Мачюнас, в котором собраны произведения международного авангарда. 
 «Должно быть, это была Элисон Ноулз, которая позвонила мне, чтобы сказать, что [Джордж Мачюнас] лежал с астмой в госпитале ВВС в Германии и нуждался в помощи или, по крайней мере, в некоторой поддержке… Я решил послать ему что-нибудь для развлечения, поэтому наклеил несколько пистонов на обороте старых фотографий из итальянского журнала о мировой войне. Я помню, что была фотография священника, благословляющего пропеллер истребителя итальянских ВВС. Идея заключалась в том, чтобы положив фотографию на наковальню и ударить молотком по передней части, чтобы пистоны взорвались. Позже GM сказал, что получил большое наслаждение от этой процедуры, тем более, что после того, как он взорвал все пистоны, он раздал останки фотографий местным жителям, чтобы продолжить „разрушение“. … он сказал, что люди выбивали дерьмо из тех фотографий, пока не осталось ничего, кроме пуха». Роберт Уоттс, 1980 
 За эти годы Уоттс создал ряд работ для Флюксус, включая Flux Atlas, коллекцию камней из разных стран, и Flux Timekit, серию коробок, в которых размещались объекты, которые существовали в разных временных масштабах, такие как семена, которые нужно сажать, фотография ускоряющейся пули и карманных часов. Он также основал Implosions Inc. с Мачюнасом для массового производства новинок и помог запустить кооператив Flux Housing, управляемый художниками, предлагая дешевые чердачные помещения для художников по всему миру в 1960-х и 9170-х годах. Сам Уоттс был первым резидентом первого работающего Flux Co-Op на 80 Wooster Street. «Синематека» Йонаса Мекаса и квартира Мачюнаса были размещены в том же здании, которое вскоре стало «центральным лофтом Фклюсус». Он принимал участие в пресловутой Flux Mass и был одним из очень немногих оригинальных художников, кроме самого Мачюнаса, который не дистанцировался от движения и не был исключен.

## Наследие и репутация
Критик Ким Левин называет его невидимым человеком Флюксуса и Попа, термин, который позже использовался в качестве названия персональной посмертной выставки в Касселе. Уоттс остается «далекой, отчужденной и загадочной» фигурой. В целом с конца 1990-х годов его репутация постепенно восстанавливается, хотя и не без критики по поводу некоторых из работ как сексистских. 
 «В композиции Уоттса есть что-то безличное или флегматичное, намеренно сглаженное чувство времени. Этот аспект его работы не выдержал так изящно, как его забота о товаре и его нелепостях. Остроумное остроумие остается там, где средства массовой информации и сообщения четко переплетены, как, например, в „Портретном платье“ 1965 года, прозрачном виниловом платье с карманами для фотографий или наборе неоновых вывесок, в которых светятся подписи таких мастеров, как Энгр, Дюшан и Лихтенштейн. как реклама. Другие предметы на выставке выглядели устаревшими, такие как скульптуры Люсита со встроенными фотографиями еды или окрашенные гипсовые лепешки хлеба, выстроенные в ряд в оттенках серого, но это было в значительной степени потому, что их семиотический шутник был настолько полностью ассимилирован преемниками, что не может испугаться сейчас, как это было тогда». Фрэнсис Ричард, 2001 
 Его работы хранятся в коллекциях многих музеев, включая Нью-Йоркский музей современного искусства, Музей американского искусства Уитни, Смитсоновский музей американского искусства, Чикагский институт искусств, Художественный музей Филадельфии, Музей современного искусства Сан-Франциско, Центр искусств Уокера, Центр Помпиду, Музей Гетти, Кунстхаус, и Современную галерею Тейт.